# Komlóssy Emma

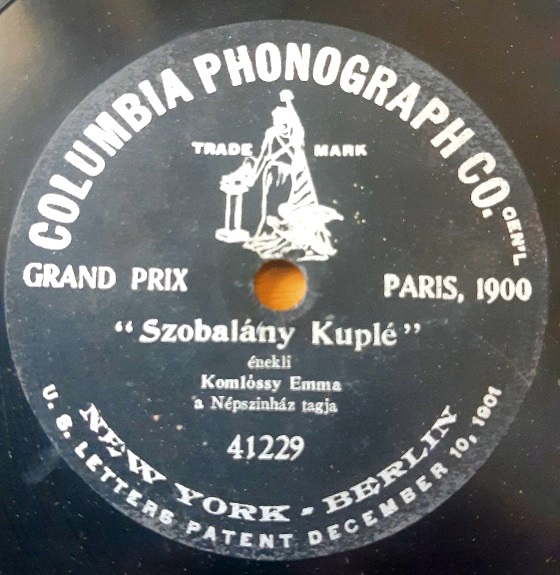
Kossak József felvétele

Komlóssy Emma, eredeti neve Krausz (Vác, 1877. július 8. – Budapest, 1944. december) színésznő, népdal- és operetténekesnő. A Komlósi, később Komlóssy nevet valószínűleg nem hivatalosan vette fel, csak művésznévként használta.

## Élete
Krausz Herman cipész és Pfeifer Száli leánya. Tanulmányai befejezése után Bölönyi József, a kolozsvári színház intendánsa szerződtette, 1899-ben a Gésák című operett Juliette szerepében mutatkozott be. 1901-től Debrecenben játszott, szerepelt Kassán is. Porzsolt Kálmán hívta Budapestre a Népszínházba (1903–1907), ahol először 1903. szeptemberben Huszka Jenő Bob hercegében lépett fel. A Pesti Napló korabeli kritikusa szerint: „Szép megjelenés, igazi primadonna-temperamentum, elegendő énektudás és a megszokottnál gazdagabb, csengőbb és erősebb hang” jellemezte. 1908-ban a Grand Kabaréban (Budapest, József krt 70.) lépett fel, 1909. augusztusban a Király Színház szerződtette. Ezután játszott a Budai Színkörben, a Városligeti Színkörben (1910), a Népoperában (1913), a Vígszínházban (1914) és 1915–1918 között a Népopera művésze volt. 1921–1923 között a budapesti Emke kabaréban lépett fel. Később egyre ritkábban volt látható, önálló estjein magyar nóták előadásával aratott sikert. 1944-ben a budapesti gettóban halt éhen.